# Курьяново (Галичский район)
Курьяново — посёлок в Степановском сельском поселении Галичского района Костромской области России.

## География
Посёлок расположен у автодороги Судиславль — Солигалич Р100, на севере Галичского района, у самой границы с Чухломским районом. Посёлок находится в 27 километрах от районного центра.

## История
Посёлок образовался после Великой Отечественной войны в 1 километре южнее одноимённой деревни. На месте посёлка располагалась школа фабрично-заводского обучения № 7, в учебных мастерских и классах которой проходила теоретическая подготовка и производственное обучение молодых специалистов лесной промышленности.
В 1968 году в посёлке были построены 7 четырёхквартирных, 1 восьмиквартирный и 2 двухквартирных дома, а также введена в эксплуатацию типовая столовая. В том же году посёлок был присоединён к единой энергосистеме.
До муниципальной реформы 2010 года посёлок также входил в состав Степановского сельского поселения.

## Население
Численность населения посёлка менялась по годам:
| Численность населения |      |      |      |
| Год                   | 2004 | 2008 | 2012 |
| Жителей               | 418  | 417  | 380  |
| Крестьянских дворов   | 178  | 177  | 161  |

| 2008 | 2010 | 2012 | 2014 |
| ---- | ---- | ---- | ---- |
| 385  | ↘355 | ↗380 | ↗394 |

## Инфраструктура
В посёлке расположены два предприятия:
- ООО ПЛО «Галичлес» — лесоперерабатывающее производство.
- ОАО «Курьяновский карьер» — осуществляет добычу щебня и гравия открытым способом. Построен на базе Курьяновского валунно-гравийно-песчаного месторождения в 1987 году.[9]

Из объектов социальной инфраструктуры в посёлке имеются: детский приют, сельская библиотека, дом культуры, фельдшерско-акушерский пункт и средняя образовательная школа.